# Малопольський діалект

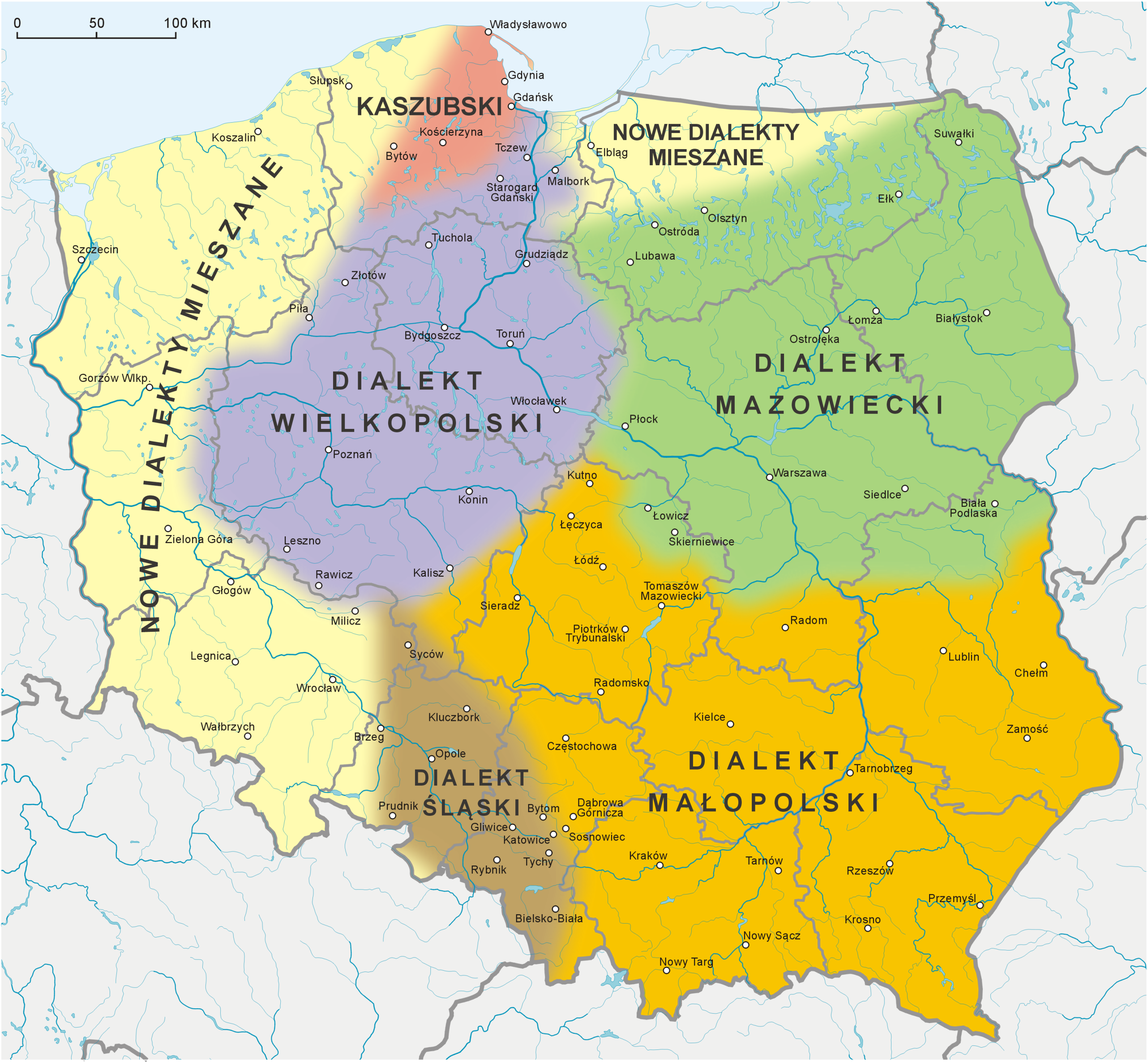
Малопольський діалект на карті польських діалектів за Станіславом Урбанчиком

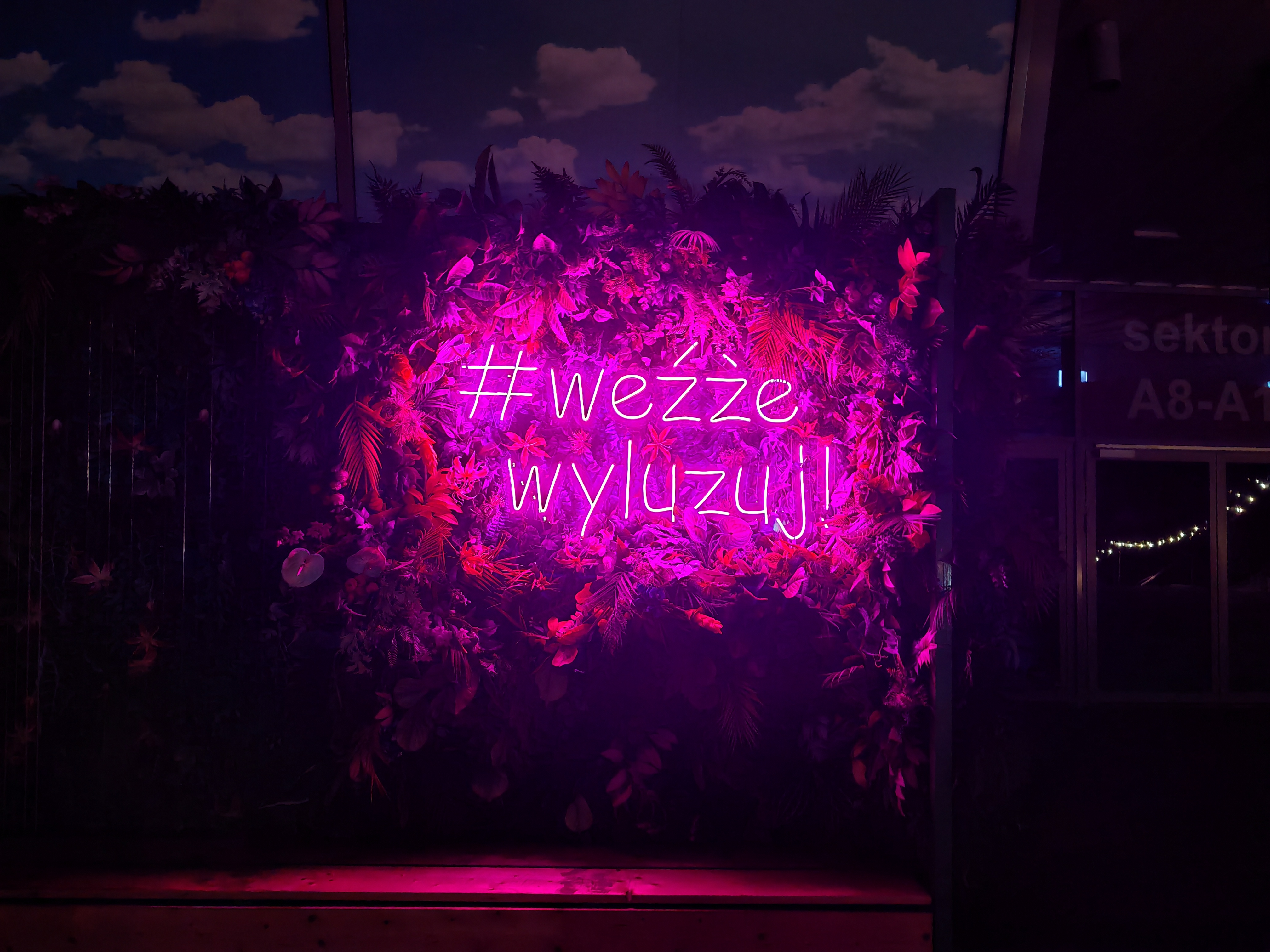
Неонова вивіска «weźże wyluzuj»

Малопольський діалект — діалект польської мови, яким розмовляють жителі Малопольщі. Не є однаковим у всій області.
За словами Вінцентія Поля, малопольський діалект мав три «відтінки»: сандомирський, люблінський і червоно-руський (саноцький). Цей діалект автор вважає найрізноманітнішим.
Найпівденніші малопольські діалекти, якими розмовляють горяни (підгальський, живецький, оравський, спишський, загужанський, гурольсько-ґодський тощо), разом називаються горянською говіркою, хоча вони не є одним і тим же діалектом. Більшість малопольської літератури написана горянським діалектом (головним чином підгальським).

## Ареал
Малопольський діалект поширений на території сучасного Малопольського воєводства, а також частково в Підкарпатському та Люблінському воєводствах (без північних повітів, які тяжіють до мазовецького діалекту). Його ареал охоплює басейн верхньої Вісли, включаючи Передкарпатське Поділля, Свентокшиські гори та Сандомирську пущу. Історично ця територія була осередком племені віслян.  
У процесі міграції населення носії малопольського діалекту розселилися також на південних територіях Люблінщини, в Пущі Радомській та частково на заселених землях Полісся й Серадзької області. Люди віслянського походження стали посередниками в поширенні деяких діалектних інновацій малопольського говору.  
Сучасні межі ареалу діалекту не повністю збігаються із зоною історичного формування його рис. Попри те, що діалектні особливості в деяких районах поступово слабшають, вони все ще зберігаються в основних центрах поширення малопольського діалекту.

## Характеристика
Його особливості включають:
- характерна носова вимова «ą» та «ę», вимова закінчення «-enka», як у «ręka» (наприклад, [paɲεŋka])
- у малопольському, великопольському та сілезькому діалектах, окрім обструентів, звучать також сонорні звуки (голосні та j, ł, l, r, m, n, ń) — наприклад, «sok malinowy» у стандарті (і мазовецькому діалекті) → «sokmalinowy» у малопольському діалекті (і не тільки) → «sogmalinowy», «PSL» → «peezel» (назва кожної букви розглядається як окрема морфема, тому є озвучення, якого немає в слові «pesel»). Озвучування трапляється частіше, ніж у стандарті, не лише на межі слів — «jeźli», «-źmy» тощо, хоча й не так часто. У говірках малопольського діалекту озвучення зустрічається навіть на межі менш помітних морфем — «jest-em» → «jezdem», і навіть у незвичних контекстах, напр. «ślisko» → «ślizgo».
- початковий наголос слова, перенесення наголосу в кличному на останній склад
- часте вживання частки «że» в наказовому способі («weźże», «idźże», «zróbże», «podajże», cicho-że, cicho-żeż bądź)
- характерний заспів у розмовному мовленні
- об'єднання кластерів «t-sz» і «d-ż» в африкати «cz» і «dż».

## Малопольські говірки
Окрім діалекту, яким користується інтелігенція, серед мешканців краю, особливо його південної частини, поширені численні діалекти, які відрізняються від національної мови не лише вимовою, а й лексикою. Найпопулярніші говірки Малопольщі:
- краківська говірка,
- підгальська говірка,
- гурольсько-ґодська говірка (говірка білогорців) ,
- баб'ягорська говірка,
- оравська говірка,
- кліщацька говірка,
- загузька говірка, також горчанська говірка,
- спішська говірка,
- новосонська говірка,
- заґленбська говірка,
- живецька говірка,
- келецька говірка, також свентокшиська говірка,
- скаржизька мова

## Діапазон появи
Малопольський діалект вплинув на східні (верхньосілезькі) різновиди сілезького діалекту (включаючи культурні зв'язки, особливо після зміцнення незалежності Нижньої Сілезії від Корони, а також приналежність частини Верхньої Сілезії до Краківської єпархії⁣, а не до вроцлавської) і діалект південного періоду (через заселення), і, як наслідок, нововиниклі діалекти на так званих Повернених територіях. У середньовіччі та ренесансі малопольський діалект був одним із головних (поряд із великопольським) діалектів загальнодержавної літературної мови. Згодом його роль зменшилася на користь мазовецького діалекту. Зв'язки між говірками північної Малопольщі та діалектним центром послабилися, особливо під час поділів, внаслідок чого говірки тих частин Малопольщі, які увійшли до складу Конгресової Польщі (ленчицько-серадзькі, радомські, келецькі та люблінські говірки), перейняли багато рис мазовецького діалекту.